# نوفيتسا فيليتشكوفيتش
نوفيتسا فيليتشكوفيتش (بالصربية: Новица Величковић) مواليد 5 أكتوبر 1986 في بلغراد، جمهورية يوغوسلافيا الاشتراكية الاتحادية، هو لاعب كرة سلة صربي. بدأ مسيرته الاحترافية في سنة 2004. يحمل الرقم 12. حقق المركز الثاني في بطولة أمم أوروبا لكرة السلة 2009.

## المسيرة الاحترافية
لعب مع نادي بارتيزان لكرة السلة من سنة 2004 إلى 2009، ثم لعب مع ريال مدريد لكرة السلة في الدوري الإسباني من سنة 2009 إلى 2012، ثم لعب مع نادي ميغا لكرة السلة في سنة 2013، ثم لعب مع بروس باسكتس في الدوري الألماني في موسم 2013–2014، ثم لعب مع طرابزون سبور لكرة السلة في الدوري التركي من سنة 2014 إلى 2016.

## الميداليات
| الميدالية | المسابقة                         |
| --------- | -------------------------------- |
| فضية      | بطولة أمم أوروبا لكرة السلة 2009 |

## إحصائيات المسيرة

### الدوري الأوروبي
| السنة   | الفريق                   | لعب | بدأ | دقيقة | ميداني% | ثلاثية | حرة  | ارتداد | صنع | استلاب | تصدي | نقطة | أداء |
| ------- | ------------------------ | --- | --- | ----- | ------- | ------ | ---- | ------ | --- | ------ | ---- | ---- | ---- |
| 2005–06 | نادي بارتيزان لكرة السلة | 12  | 0   | 3.4   | .714    | .500   | .333 | .5     | .0  | .3     | .0   | 1.0  | -0.1 |
| 2006–07 | نادي بارتيزان لكرة السلة | 20  | 1   | 7.0   | .500    | .500   | .520 | 1.8    | .3  | .5     | .1   | 2.8  | 3.0  |
| 2007–08 | نادي بارتيزان لكرة السلة | 22  | 21  | 28.2  | .446    | .299   | .750 | 6.9    | 1.6 | .8     | .3   | 10.6 | 11.7 |
| 2008–09 | نادي بارتيزان لكرة السلة | 19  | 15  | 26.1  | .428    | .324   | .750 | 5.1    | 1.8 | .8     | .4   | 11.5 | 11.7 |
| 2009–10 | ريال مدريد لكرة السلة    | 16  | 8   | 22.6  | .500    | .417   | .576 | 4.1    | 1.8 | .8     | .3   | 7.9  | 9.1  |
| 2010–11 | ريال مدريد لكرة السلة    | 19  | 2   | 12.1  | .416    | .333   | .462 | 2.8    | .5  | .2     | .2   | 3.4  | 3.3  |
| 2011–12 | ريال مدريد لكرة السلة    | 7   | 1   | 11.5  | .414    | .300   | .250 | 1.9    | 1.6 | .7     | .1   | 4.1  | 3.9  |
| 2013–14 | بروس باسكتس              | 5   | 4   | 20.0  | .357    | .083   | .833 | 2.8    | 1.2 | .4     | .0   | 7.2  | 4.8  |
| المسيرة |                          | 120 | 52  | 17.2  | .446    | .310   | .632 | 3.7    | 1.1 | .6     | .2   | 6.4  | 6.6  |

## روابط خارجية
- نوفيتسا فيليتشكوفيتش على موقع الاتحاد الدولي لكرة السلة (الإنجليزية)
- نوفيتسا فيليتشكوفيتش على موقع الدوري الأوروبي لكرة السلة (الإنجليزية)
- نوفيتسا فيليتشكوفيتش على موقع الدوري الإسباني لكرة السلة (الإسبانية)
- نوفيتسا فيليتشكوفيتش على موقع كرة السلة الأوروبية.كوم (الإنجليزية)
- نوفيتسا فيليتشكوفيتش على موقع DraftExpress.com (الإنجليزية)
- نوفيتسا فيليتشكوفيتش على موقع ريلجم (الإنجليزية)
- نوفيتسا فيليتشكوفيتش على موقع بروبوليرز (الإنجليزية)
- نوفيتسا فيليتشكوفيتش على موقع سبورتس رفرنس (الإنجليزية)